# Squash-Mannschaftsweltmeisterschaft der Frauen 1992
Die 8. Mannschafts-Weltmeisterschaft der Frauen (englisch 1992 Women's World Team Squash Championships) fand vom 12. bis 18. Oktober 1992 in Vancouver, Kanada, statt. Insgesamt nahmen 18 Mannschaften teil. Brasilien, Südafrika und die Kaimaninseln gaben ihr Debüt.
Titelverteidiger England verpasste zum ersten Mal in der Geschichte des Wettbewerbs das Endspiel und belegte nach einem abschließenden Sieg gegen die Niederlande den dritten Platz. Weltmeister wurde zum insgesamt dritten Mal Australien, das im Endspiel Neuseeland mit 2:1 besiegte. Deutschland belegte den 7. Platz, die Schweizer Mannschaft nahm nicht teil.

## Modus
Die teilnehmenden Mannschaften wurden gemäß ihrer Ergebnisse von der letzten Austragung für die Vorrunde in vier Gruppen gelost. Innerhalb der Gruppen wurde jeweils im Round-Robin-Modus gespielt. Die beiden bestplatzierten Mannschaften zogen ins Viertelfinale ein.
Alle Mannschaften bestanden aus mindestens drei und höchstens vier Spielern, die in der Reihenfolge ihrer Spielstärke gemeldet werden mussten. Pro Begegnung wurden drei Einzelpartien bestritten. Eine Mannschaft hatte gewonnen, wenn ihre Spieler zwei der Einzelpartien gewinnen konnten. Die Spielreihenfolge der einzelnen Partien war unabhängig von der Meldereihenfolge der Spieler.

## Ergebnisse

### Vorrunde

#### Gruppe A
| Rang | Land        | Sp. | S | N | Sp.-Diff. | Punkte |
| ---- | ----------- | --- | - | - | --------- | ------ |
| 1    | England     | 3   | 3 | 0 | 8:1       | 6      |
| 2    | Deutschland | 3   | 2 | 1 | 4:5       | 4      |
| 3    | Kanada      | 3   | 1 | 2 | 3:6       | 2      |
| 4    | Irland      | 3   | 0 | 3 | 3:6       | 0      |

| England     | – | Deutschland | 3:0 |
| England     | – | Kanada      | 3:0 |
| England     | – | Irland      | 2:1 |
| Deutschland | – | Kanada      | 2:1 |
| Deutschland | – | Irland      | 2:1 |
| Kanada      | – | Irland      | 2:1 |

#### Gruppe B
| Rang | Land        | Sp. | S | N | Sp.-Diff. | Punkte |
| ---- | ----------- | --- | - | - | --------- | ------ |
| 1    | Australien  | 3   | 3 | 0 | 8:1       | 6      |
| 2    | Neuseeland  | 3   | 2 | 1 | 7:2       | 4      |
| 3    | Niederlande | 3   | 1 | 2 | 3:6       | 2      |
| 4    | Finnland    | 3   | 0 | 3 | 0:9       | 0      |

| Australien  | – | Neuseeland  | 2:1 |
| Australien  | – | Niederlande | 3:0 |
| Australien  | – | Finnland    | 3:0 |
| Neuseeland  | – | Niederlande | 3:0 |
| Neuseeland  | – | Finnland    | 3:0 |
| Niederlande | – | Finnland    | 3:0 |

#### Gruppe C
| Rang | Land       | Sp. | S | N | Sp.-Diff. | Punkte |
| ---- | ---------- | --- | - | - | --------- | ------ |
| 1    | Südafrika  | 4   | 4 | 0 | 12:0      | 8      |
| 2    | Frankreich | 4   | 2 | 2 | 6:6       | 4      |
| 3    | Singapur   | 4   | 2 | 2 | 6:6       | 4      |
| 4    | Schweden   | 4   | 2 | 2 | 5:7       | 4      |
| 5    | Brasilien  | 4   | 0 | 4 | 1:11      | 0      |

| Südafrika  | – | Frankreich | 3:0 |
| Südafrika  | – | Singapur   | 3:0 |
| Südafrika  | – | Schweden   | 3:0 |
| Südafrika  | – | Brasilien  | 3:0 |
| Frankreich | – | Singapur   | 2:1 |

| Frankreich | – | Brasilien  | 3:0 |
| Singapur   | – | Brasilien  | 2:1 |
| Singapur   | – | Schweden   | 3:0 |
| Schweden   | – | Frankreich | 2:1 |
| Schweden   | – | Brasilien  | 3:0 |

#### Gruppe D
| Rang | Land               | Sp. | S | N | Sp.-Diff. | Punkte |
| ---- | ------------------ | --- | - | - | --------- | ------ |
| 1    | Schottland         | 4   | 4 | 0 | 11:1      | 8      |
| 2    | Vereinigte Staaten | 4   | 3 | 1 | 10:2      | 6      |
| 3    | Malaysia           | 4   | 2 | 2 | 5:7       | 4      |
| 4    | Japan              | 4   | 1 | 3 | 3:9       | 2      |
| 5    | Cayman Islands     | 4   | 0 | 4 | 1:11      | 0      |

| Schottland         | – | Vereinigte Staaten | 2:1 |
| Schottland         | – | Malaysia           | 3:0 |
| Schottland         | – | Japan              | 3:0 |
| Schottland         | – | Kaimaninseln       | 3:0 |
| Vereinigte Staaten | – | Malaysia           | 3:0 |

| Vereinigte Staaten | – | Japan        | 3:0 |
| Vereinigte Staaten | – | Kaimaninseln | 3:0 |
| Malaysia           | – | Japan        | 2:1 |
| Malaysia           | – | Kaimaninseln | 3:0 |
| Japan              | – | Kaimaninseln | 2:1 |

### Viertelfinale
| England     | – | Schottland  | 3:0 |
| Neuseeland  | – | Kanada      | 3:0 |
| Niederlande | – | Deutschland | 2:1 |
| Australien  | – | Südafrika   | 3:0 |

### Halbfinale
| Neuseeland | – | England     | 2:1 |
| Australien | – | Niederlande | 3:0 |

### Finale
| Australien                                                        | Finale | Neuseeland                                                 |
| ----------------------------------------------------------------- | --- | ---------------------------------------------------------- |
| Team Michelle Martin Robyn Lambourne Liz Irving Sarah Fitz-Gerald | Datum: 18. Oktober 1992 Ort: Vancouver \| Robyn Lambourne \| 2:9, 9:2, 9:6, 9:1 \| Donna Newton \| \| Liz Irving \| 9:1, 9:5, 9:1 \| Philippa Beams \| \| Michelle Martin \| 5:9, 1:9, 0:9 \| Susan Devoy \| Resultat: 2:1 | Team Susan Devoy Donna Newton Philippa Beams Marie Pearson |
| Robyn Lambourne                                                   | 2:9, 9:2, 9:6, 9:1 | Donna Newton                                               |
| Liz Irving                                                        | 9:1, 9:5, 9:1 | Philippa Beams                                             |
| Michelle Martin                                                   | 5:9, 1:9, 0:9 | Susan Devoy                                                |

## Abschlussplatzierungen
| Rang | Mannschaft  |
| 01.  | Australien  |
| 02.  | Neuseeland  |
| 03.  | England     |
| 04.  | Niederlande |
| 05.  | Südafrika   |
| 06.  | Kanada      |
| 07.  | Deutschland |
| 08.  | Schottland  |

| Rang | Mannschaft         |
| 09.  | Finnland           |
| 10.  | Irland             |
| 11.  | Vereinigte Staaten |
| 12.  | Frankreich         |
| 13.  | Singapur           |
| 14.  | Malaysia           |
| 15.  | Japan              |
| 16.  | Schweden           |

| Rang | Mannschaft     |
| 17.  | Brasilien      |
| 18.  | Cayman Islands |